# Rebolledo de la Torre
Pour les articles homonymes, voir Rebolledo.
Rebolledo de la Torre est une commune d'Espagne dans la communauté autonome de Castille-et-León, province de Burgos. Elle s'étend sur 50,509 km2 et comptait environ 139 habitants en 2011.